# Colo (berg)
De Colo is een stratovulkaan in de Golf van Tomini in de Indonesische provincie Noord-Sulawesi. De top heeft een hoogte van 507 meter.